# Людина і ланцюги
Людина і ланцюги (азерб. Zəncirlənmiş adam) — радянська короткометражна кінодрама 1964 року, знята азербайджанським телебаченням.

## Сюжет
Фільм присвячений трагедії людини, потреба якої змусила замінити собаку у дворі багатія. Фільм знятий за мотивами оповідання аргентинського письменника Освальдо Драгуна.

## У ролях
- Агададаш Курбанов — Альвардо
- Тамілла Агамірова — Марія (озвучила Тамара Сьоміна)
- Аділь Іскендеров — Нікандро
- Станіслав Ковтун — Маноелц
- Садих Гусейнов — Базіліо
- Костянтин Адамов — Хуан
- Б. Чукмасов — Сальваторе
- В. Отрадинський — епізод
- М. Лезгішвілі — епізод

## Знімальна група
- Оригінальний текст: Освальдо Драгун
- Режисер-постановник: Каміль Рустамбеков
- Автор сценарію: Анвар Алібейлі
- Оператор-постановник: Едуард Бадалов
- Художник-постановник: Джабраїль Азімов
- Композитор: Фарадж Гараєв
- Звукооператор: Ігор Попов